# 大親寺
大親寺（だいしんじ）は奈良県天理市滝本町にある仏教寺院である。山号は大和桃尾山。本尊は釈迦牟尼仏（しゃかむにぶつ）。
明治の廃仏毀釈令まで、真言宗の桃尾山蓮華王院龍福寺（ももおさんれんげおういんりゅうふくじ）であった。

## 歴史
寺伝によると和銅年中に、義淵により開基。その後、行基が伽藍を整備したと伝える。
そして、空海が再興し、真言密教の道場となり、真言宗桃尾山蓮華王院龍福寺と号した。
最盛期には寺領100石、16坊舎を有する大伽藍となるが、1868年（慶応4年）閏4月15日廃仏毀釈令により一旦断絶する。
その後、行基作の石仏、不動明王像の霊験があり、大正7年7月、龍福寺の阿弥陀堂跡地に不動堂を建立し、大和桃尾山大親寺と号す。
後、昭和36年に、現在の本堂を建立する。

## 境内
- 不動明王の石仏－山道途中。
- 地蔵菩薩の石仏－山道途中。
- 弁財天女の石仏－山頂途中。
- 本堂
- 不動堂
- 不動明王の石仏－行基菩薩作。
- 大親寺の祠－桃尾山（国見山）山頂。
- 御山大神－磐座の中心に「御山大神」と刻まれている。

## 法要供養
- 毎日8時から9時半。朝の法要が執り行われる。（参加自由）
- 毎月8日。13時から14時半。月例祭の法要が執り行われる。（参加自由）
- 毎月28日。不動堂でご縁日の法要が執り行われる。（不定期）

## 年中行事
- 元旦年始祭（1月1日）
- 年始祭 （1月2日）
- 節分祭（2月3日）
- 春の彼岸祭（3月21日）
- お花祭（4月8日）
- 滝開き祭り（7月第3日曜日） 天理市観光協会主催。
- お盆祭（8月8日）
- 秋の彼岸祭（9月23日）

## 交通アクセス
- JR桜井線・近鉄天理線 - 天理駅から奈良交通バスで上滝本バス停下車後、山道徒歩20分。
- 天理駅から車で15分。山道徒歩15分。無料駐車場あり。
- 天理駅から徒歩で約75分（山道15分）。

## 周辺の施設
- 石上神宮
- 桃尾の滝